# Jedlik Ányos utca (Győr)
A Jedlik Ányos utca Győr történelmi belvárosában található, a Dunakapu tér nyugati részét a Széchenyi tér északnyugati sarkával köti össze. A város sétálóutcáinak egyike, számos üzlettel és étteremmel. Az utcát egész sor harmonikus barokk lakóház szegélyezi.

## Látnivalók
Az utca a Dunakapu térről két sarokerkélyes ház között indul, néhány lépés után elérkezünk a kis Gutenberg térre. A kis terecskéről szép barokk házsor vezet fel a Bazilika román kori apszisához.

### Frigyláda-emlékmű

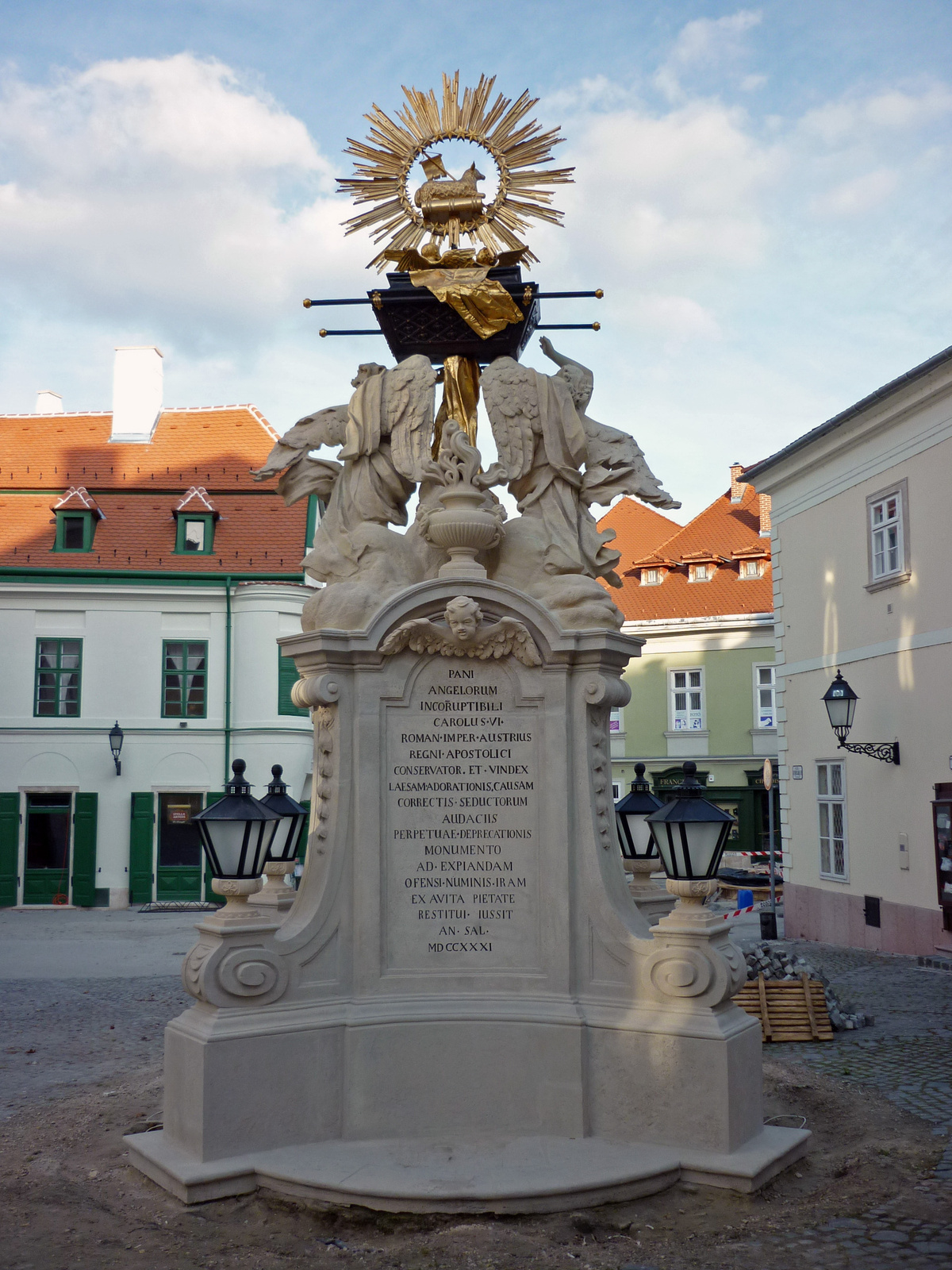
A Frigyláda-szobor

Győr legszebb barokk szobra a tér közepén áll négyszög alaprajzú talapzaton, sarkain volutás lámpatartókkal, előlapján a Golgotát ábrázoló domborművel. A díszített, íves záródású talapzaton váza áll, és két lebegő mozgású angyal felemelt kezében barokk ládát tart. A kocsin utazó kereskedőknek volt ilyen ládájuk a XVIII. században. A ládán dicsfénysugárban ül egy könyvön a Krisztust jelképező bárány, az Agnus Dei. A szobor 1731-ben készült. Tervezője Joseph Emanuel Fischer von Erlach, szobrásza Antonio Corradini. Története nagyon érdekes. Egy 1729-es, a Széchenyi téri Szent Ignác templomból a Bazilikába tartó körmenet során a ministránsok között egy álruhába öltözött szökött katonát vett észre a várőrség és elfogta. A dulakodás közben a pap kezéből kiütötték az úrmutatót (monstranciát), amely összetört. A botrányos esemény heves tiltakozást váltott ki. A győri püspök elégtételt követelt, mire engesztelésül III. Károly király a Frigyláda-szobrot építtette oda, ahol az úrmutató összetört.
(Lásd még a Belváros (Győr) című lapot.)
A Frigyláda mögött a Régi Papnevelde barokk épületének hátsó része látható. A Gutenberg térre néz a Kreszta-ház főhomlokzata. Az épületben tekinthető meg a Kovács Margit Gyűjtemény. (Részletesebben lásd az Apáca utca (Győr) című lapot.)

### Lakóház (Jedlik Ányos utca 10.)
Az egyemeletes klasszicista épület bejárata a Gutenberg térről nyílik. Vörösmárvány keretes kapuján 1823-as évszám látható, a ház építési idejére utal.

### Lakóház (Jedlik Ányos utca 9.)

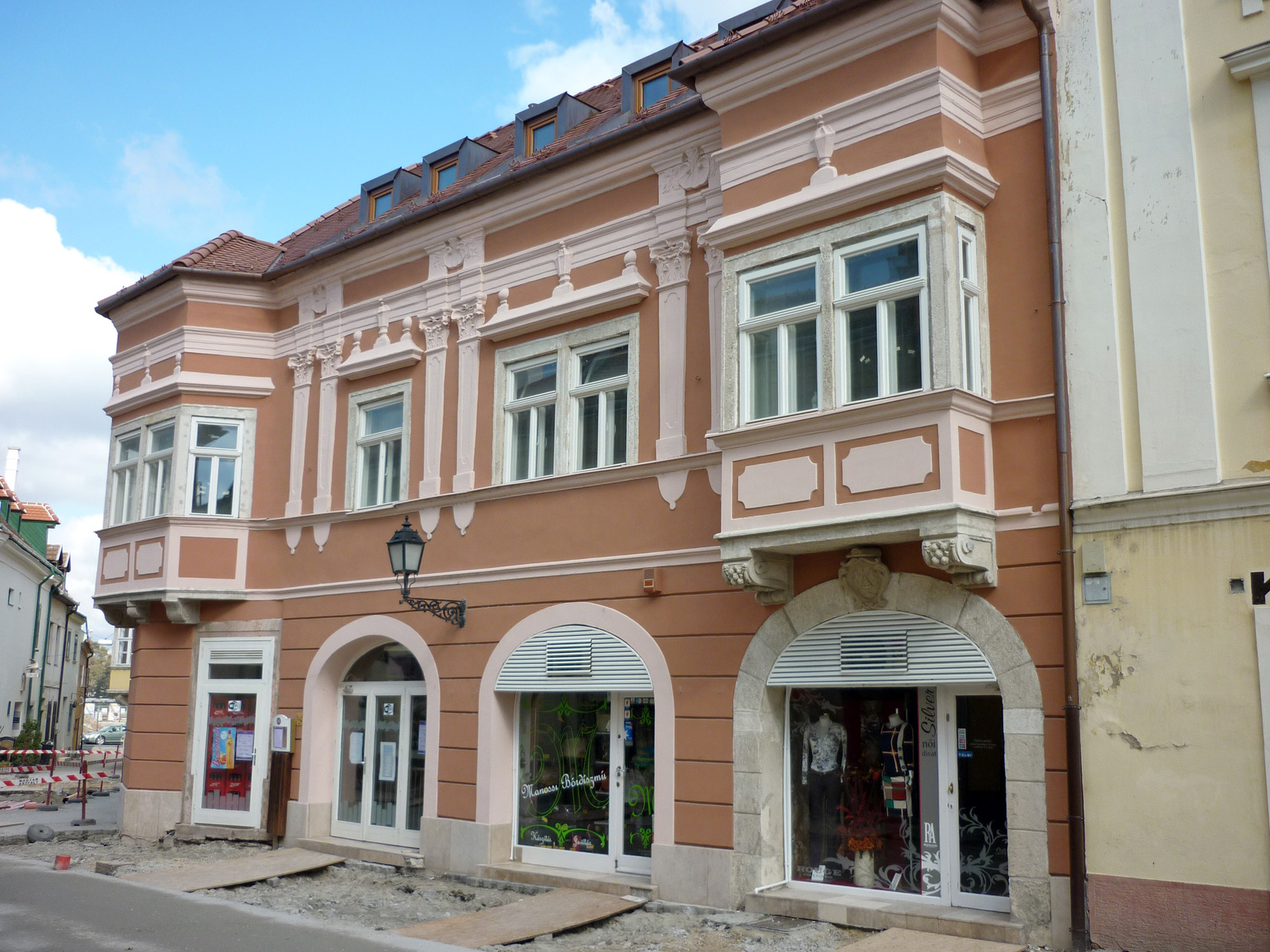
A Jedlik Ányos utca 9. szám alatti barokk lakóház

Az egyemeletes barokk lakóház az utca legértékesebb műemléki épülete, jellegzetes épülete Győrnek. Jelenlegi copf homlokzatát két barokk ház egybeépítésével kapta a XVIII. század végén. Két zárterkélye közül a bal oldali ekkor készült, a jobb oldali régebbi, a XVII. századból való. Erre utal az erkély kőlapjába vésett 1692-es évszám. Alatta az egykori kapubejárat zárókövén szép barokk címer látható.

### Aranyhajó Gyógyszertár (Jedlik Ányos utca 16.)
A Dr. Kovács Pál utca sarkán álló  romantikus épületben működik az Aranyhajó-gyógyszertár. Falán tengeri vitorláshajót ábrázoló cégér, Schima Bandi győri iparművész alkotása.
Az utca nyugati oldalát egészen a Széchenyi térig a barokk Esterházy-palota határolja. Az épület bejárata a Király utca felől van, szép sarokerkélye zárja le délről a Jedlik Ányos utca nyugati házsorát. A keleti oldalon az utolsó épület a Széchenyi tér 1. számú barokk lakóháza, a Király-ház sarkán zárterkéllyel.